# Đức Linh Cáp
Đức Linh Cáp (tiếng Trung: 德令哈; bính âm: Délìnghā Shì, Chuyển tự tiếng Mông Cổ: Delhi hot, tiếng Tạng: གཏེར་ལེན་ཁ་) là thủ phủ của Châu tự trị dân tộc Mông Cổ & dân tộc Tạng Hải Tây, tỉnh Thanh Hải, Trung Quốc. Sông Ba'yin (Ba Âm) chia thành phố thành hai phần gọi là Hà Đông và Hà Tây.

### Nhai đạo
- Hà Tây (河西街道)
- Hà Đông (河东街道)
- Hoả Xa Trạm (火车站街道)

### Trấn
- Ca Hải 尕海镇
- Hoài Đầu Tha Lạp 怀头他拉镇
- Kha Lỗ Kha 柯鲁柯镇
- Sài Đán 柴旦镇
- Tích Thiết Sơn (锡铁山镇)
- Lãnh Hồ (冷湖镇)
- Hoa Thổ Câu (花土沟镇)
- Mang Nhai (茫崖镇)

### Hương
- Súc Tập (蓄集乡)